# 특별한 관계

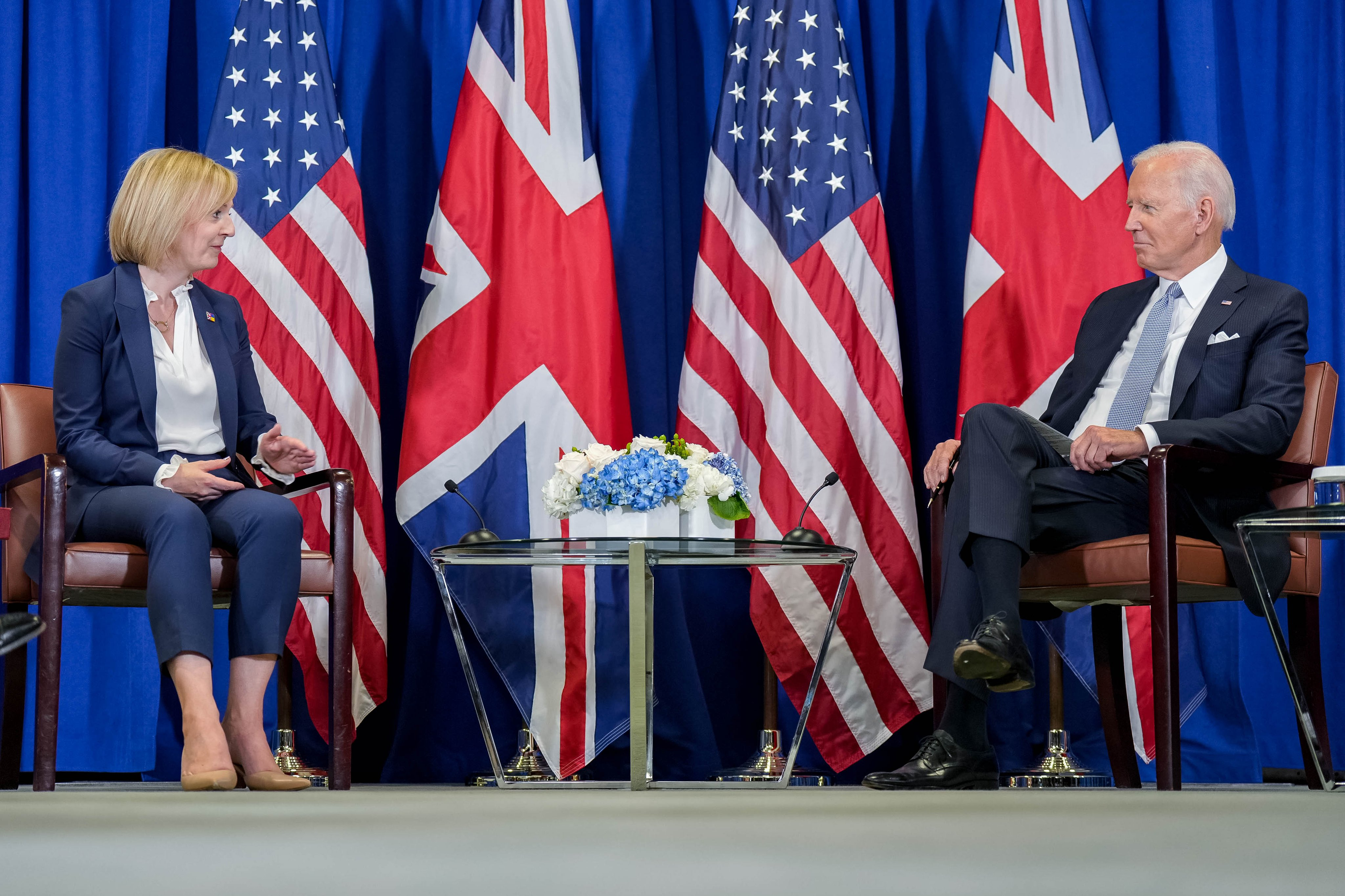
2022년 9월 뉴욕시에서 조 바이든 미국 대통령이 리즈 트러스 영국 총리와 회담을 가지고 있다.

특별한 관계(영어: Special Relationship)는 미국과 영국 또는 각국의 지도자들의 정치, 사회, 문화, 외교, 경제, 환경, 법, 군사, 그리고 역사와 관련된 양국의 관계를 일컫는데 사용된다. 이 용어는 1946년 영국의 총리였던 윈스턴 처칠이 연설에서 사용한 뒤, 대중이 널리 쓰게 되었다. 실제 미국과 영국은 20세기와 21세기에 제1차 세계 대전, 제2차 세계 대전, 6.25 전쟁, 냉전, 걸프 전쟁, 테러와의 전쟁 등에서 군사 동맹을 맺고 함께 싸웠다.
미국과 영국이 다른 국가들과도 밀접하게 협력하고 있지만, 무역 및 상업, 군사 계획 입안 및 작전 수행, 핵무기 기술, 정보 공유 등에서 미국과 영국의 협력 관계는 다른 강대국들의 협력과 "비교를 할 수 없는" 정도이다. 이러한 관계는 양국 정상 간의 관계에서도 드러나는데, 대표적인 예로 영국 총리 마거릿 대처와 미국 대통령 로널드 레이건, 그리고 영국 총리 토니 블레어와 미국 대통령 빌 클린턴 및 조지 W. 부시의 관계가 언급된다. 외교에서 미국과 영국은 서로 간의 관계가 "특수하다"고 반복적이고 공개적으로 언급하며, 외교 실무 차원에서 빈번하고 세간의 이목을 끄는 정치적 방문과 광범위한 정보 교환이 특징으로 꼽힌다.
몇몇 비평가들은 "특별한 관계"의 존재를 부인하며, 그것이 신화라고 여긴다. 미국 전 대통령이었던 버락 오바마는 독일의 총리 앙겔라 메르켈을 그의 "최고의 국제적 협력자"라고 불렀고 영국이 유럽 연합을 탈퇴한다면 영국은 어떤 무역 교섭에서도 "맨 뒷줄에 있을 것"이라고 말한 바 있으며, 2011년 리비아 군사 개입 당시 영국 총리였던 데이비드 캐머런이 "다른 광범위한 일에 정신이 팔렸다"라고 비난한 적도 있다. 1956년 제2차 중동 전쟁 당시 영국이 이집트를 침공해 수에즈 운하를 재점령하려고 시도하자 미국 대통령 드와이트 D. 아이젠하워는 국제통화기금에 있는 영국의 부채를 다시 발행하겠다고 위협하였다. 1960년대 영국 총리 해럴드 윌슨은 미국 대통령 린든 B. 존슨이 베트남 전쟁에 영국군을 파병해줄 것을 요청했으나 이를 거부했다. 미국 대통령 로널드 레이건은 1982년 포클랜드 전쟁을 막는데 실패했고, 마거릿 대처는 1983년 그레나다 침공을 비판했다.

## 같이 보기
- 중화인민공화국-러시아 관계
- 대서양주의